# Michal Horák (písničkář)
Michal Horák (* 21. dubna 1998 Hradec Králové) je český písničkář a vítěz Českého slavíka 21 v kategorii Objev roku.

## Hudební kariéra
Hraje na kytaru, klavír, foukací harmoniku a heligonku po svém pradědovi. Texty skládá od svých 13 let. Zvítězil v soutěži Czechtalent 2013 a ve stejném roce vyhrál i 7. ročník soutěže Česko zpívá.
Studoval na Biskupském gymnáziu v Hradci Králové (na této škole byl natočen klip písně Je to tak). Studoval na Pedagogické fakultě Univerzity Karlovy a ze školního prostředí tak pochází řada jeho písní (Netuším, Vysokoškolskej song, Zejtra mám zkoušku...)
V květnu 2018 ho proslavil klip k písni „Hej teto!“, ve kterém titulní roli ztvárnila Pavla Tomicová a ve vedlejší roli se objevil i písničkář Pokáč.
S kamarádem a hudebním kolegou Pokáčem na podzim 2019 nazpívali (a v klipu zahráli) písničku z vysokoškolského prostředí „Netušim“. S Pokáčem mimo jiné vystupoval i jako předskokan. Stejně tak předskakoval Tomáši Klusovi nebo kapele Chinaski.
5. dubna 2020, v době nouzového stavu po celé ČR, vydal píseň Rande. V klipu k této písni vystoupila herečka a zpěvačka Berenika Suchánková a její otec Michal Suchánek. Klip měl během prvního dne na Youtube přes 35 tisíc zhlédnutí a dosáhl až na 10. místo v YouTube trendech.
Jeho otec Jiří Horák je od roku 2006 starostou Vysoké nad Labem.

## Diskografie
Alba
- Michalovo cédéčko (2019)[9]
- Michalbum (2021)[10]
- Ideální čas se nezbláznit (2023)

Písně
- Mezinárodní (2014)
- Slaďák (2014) - feat. Petra Göbelová
- Zetor 2511 (2014)
- Žíznivá (2014)
- Koudelka (2014)
- Prokrastinační song (2014)
- Jazzová (r)evoluce (2014)
- V 7:25 (2015)
- Děda Jára je boss (2016)
- Voda už je svařená (2016)
- Nakupujem (2017) - feat. Oxana Evsina
- Maturitní (2017)
- Nemusí bejt (2017)
- Zejtra mám zkoušku (2018)
- Hej teto! (2018)
- Vysokoškolskej song (2018)
- Jak to s náma lásko bude (2018) - feat. Vendula Příhodová
- Swing modré zdi
- Je to tak (2019) - feat. mrtě dětí
- Netušim (2019) - feat. Pokáč
- Až mi bude pětašedesát (2019)
- Rande (2020)
- V toleranci (2020) - feat. Tereza Balonová
- Vpoho (2020)
- Hodně jím a mám to rád (2020)
- Domů k vám (2020)
- Nic se neděje (2021)
- Prsa (2021)
- Asociální duet (2021) - feat. Berenika Suchánková
- Blaženo! (2021)
- Plány jdou (2021) - feat. ZŠ Říčany
- Z diplomky nemám nic (2021)
- Nekonfliktní typ (2022)
- Sedím v baru sám (2022)
- Rande naslepo (2022) - feat. Ben Levíček
- Síť záchranná (2023)
- Není to divný (2023)
- Říkej lidem co máš rád, že je máš rád (2023)
- Malí lidi jsou taky lidi (2024)
- Hustej Joe (2024) - feat. Sandra Nováková
- Tři Králové (2025)
- Kam se ženeš (2025)